# Farmasi Arena
El Jeunesse Arena (antes denominado HSBC Arena), es un estadio de interior de usos múltiples, situado dentro del Complejo Deportivo Ciudad de los Deportes ubicado en el Autódromo Internacional Nelson Piquet, en la región de Barra da Tijuca, en Río de Janeiro, Brasil. El estadio tiene una capacidad de 14 981 personas para los deportes y hasta 18.768 para conciertos.
La arena se completó en julio de 2007 para albergar las competiciones de baloncesto y gimnasia artística de los Juegos Panamericanos. Se usó en los Juegos Olímpicos de 2016 para las pruebas de gimnasia y en los Juegos Paralímpicos de 2016 para las pruebas de baloncesto en silla de ruedas.
La arena albergado partidos de baloncesto de la NBA en 2013 y 2014, al igual que la Copa Intercontinental FIBA 2014. Asimismo, ha albergado los combates de artes marciales mixtas UFC 134 en 2011, UFC 142 y UFC 153 en 2012, UFC 163 en 2013, y UFC 190 en 2015.
La arena ha albergado conciertos musicales de Queen + Paul Rodgers en 2008, Demi Lovato en 2010, Miley Cyrus en 2011, y Iron Maiden en 2011. Allí se realiza la teletón Criança Esperança desde 2008.
Entre diciembre de 2007 y marzo de 2008, fue conocido como RioArena. El banco HSBC fue patrocinador titular hasta 2016. La marca de cosméticos Jeunesse es patrocinador titular desde 2017.
En los Juegos Panamericanos y Juegos Olímpicos se denominaba Arena Olímpica do Rio (Arena Olímpica de Río), volviendo a ser conocido así otra vez durante los Juegos Olímpicos de Río de Janeiro 2016 debido a que no se permite el uso de patrocinadores en el nombre de las sedes olímpicas. También es conocido como Arena Multiuso de Río (en portugués Arena Multiuso do Rio).
Cerca de él se encuentra el Parque Acuático María Lenk y en el Velódromo Olímpico de Río.